# Victor Lekhal
Victor Mehdy Lekhal (Arabic: فيكتور مهدي لكحل; sinh ngày 27 tháng 2 năm 1994) là một cầu thủ bóng đá người Algérie thi đấu ở vị trí tiền vệ cho Le Havre. Gia đình của Lekhal xuất thân từ Sétif.

## Sự nghiệp quốc tế
Anh có màn ra mắt cho Đội tuyển bóng đá quốc gia Algérie vào ngày 26 tháng 3 năm 2019 khi đá chính trong trận giao hữu với Tunisia.